# Medicina basada en la evidencia

Existen formas muy diversas de evaluar la evidencia en medicina, pero prácticamente todas sitúan a las revisiones sistemáticas, los metanálisis y las guías de práctica clínica en la parte más alta.

La medicina basada en la evidencia (abreviada como MBE o como EBM, del inglés evidence-based medicine), también conocida como medicina basada en hechos o pruebas, es un enfoque de la práctica médica dirigido a optimizar la toma de decisiones, haciendo hincapié en el uso de pruebas científicas provenientes de investigación correctamente concebida y convenientemente llevada a cabo a través del método científico.
La medicina basada en la evidencia utiliza la clasificación de las pruebas científicas observadas y consensuadas, sobre la base de hechos firmemente establecidos  y los cuales provienen de diseños de estudios como lo son revisiones sistemáticas, ensayos controlados aleatorios u otros estudios observacionales que permitan realizar recomendaciones médicas.
La medicina basada en la evidencia requiere de la integración de experiencia clínica individual, con los mejores datos objetivos (evidencia clínica disponible), al tomar una decisión terapéutica, teniendo en cuenta los valores y las preferencias de los pacientes, a lo que se conoce como la tríada de la medicina basada en la evidencia.

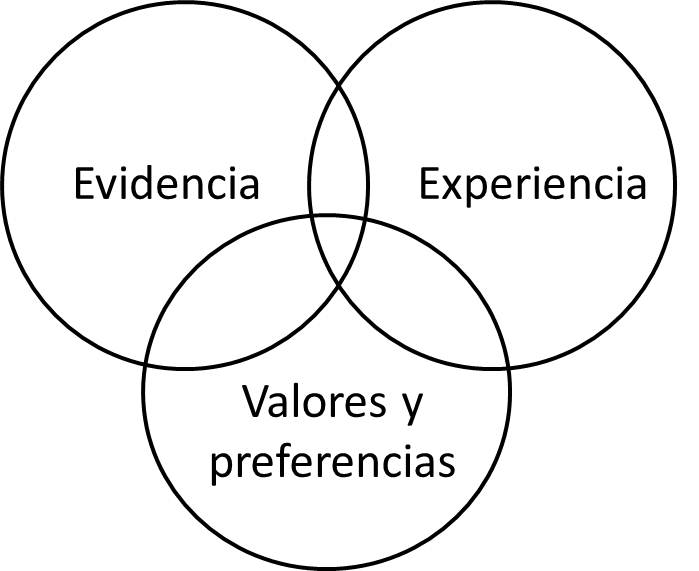
Tríada de la Medicina basada en hechos.

Los datos científicos más utilizados derivan de ensayos clínicos controlados, estudios de investigación secundarios, investigaciones de vigilancia farmacológica postcomercialización, metaanálisis, revisiones sistemáticas o análisis económicos. El objetivo primordial de la MBE es el de que la actividad médica cotidiana se fundamente en datos científicos y no en suposiciones o creencias. La medicina basada en evidencia resta importancia a la intuición, a la experiencia clínica no sistematizada y a la justificación fisiopatológica, como evidencia suficiente para la toma de decisiones. Hace énfasis en la revisión de la evidencia obtenida a través de la investigación clínica. Herramientas básicas sobre las que se asienta la metodología de la MBE son la lectura crítica de la literatura biomédica y los métodos racionales de toma de decisiones clínicas o terapéuticas.

## Terminología
A pesar de un uso extendido del término «medicina basada en la evidencia» el término «evidencia», en este uso, es un calco semántico erróneo proveniente del inglés (concretamente del término evidence), y se trata de un falso amigo. Efectivamente, en inglés, evidence significa «prueba científica» o también «observación científica», mientras que en español «evidencia» se traduce al inglés como obviousness o self-evidence. En español, la palabra «evidencia» se refiere a la calidad de aquello que es manifiesto u observable directamente, y no siempre es intercambiable con términos como prueba o hallazgo.

## Origen
La medicina basada en hechos, remonta sus orígenes a mediados del siglo XIX en París. La MBE empezó como un movimiento de mejora de la calidad clínica, movimiento que se vio potenciado tanto por la crítica a la medicina como por la falta de fundamento de muchas decisiones clínicas y de la enorme variabilidad de la práctica médica. Se desarrolló en los años sesenta del siglo XX, cuando se empezó a aplicar el diseño de los ensayos clínicos al campo médico, y se desarrollaron trabajos iniciales al respecto. Sobre la falta de fundamento de las decisiones clínicas, los trabajos pioneros: Archie Cochrane en 1972 (Effectiveness and Efficiency: Random Reflections on Health Services), en donde se realiza un análisis sobre la falta de resúmenes con una evaluación crítica, actualizados periódicamente de todos los ensayo aleatorizados relevantes, de John Wennberg en 1973, son los trabajos sobre la variabilidad de la práctica clínica; y de Iván Illich y Thomas McKeown en 1976, sobre crítica a la medicina. El concepto de «basado en pruebas» lo expresó, como tal, por primera vez David Eddy en 1982. Después vendría el desarrollo explosivo de la medicina basada en pruebas, primero en un círculo restringido, en 1991, y después en todo el mundo, desde 1992, por influencia del canadiense Evidence-Based Medicine Working Group.
En noviembre de 1992, el “Evidence-Based Medicine Working Group” (EBMWG) (Grupo de Trabajo en Medicina Basada en Hechos) de la Universidad McMaster, en Ontario, Canadá, publicó en la revista JAMA, el artículo titulado: Evidence-based medicine. A new approach to teaching the practice of medicine. Se iniciaba la difusión de un nuevo enfoque para la práctica de la medicina. Este trabajo proponía un cambio en el modelo o paradigma del aprendizaje y el ejercicio de la medicina, y formulaba el ideario del movimiento. Las metodologías empleadas para determinar la mejor prueba científica fueron establecidas por el equipo de McMaster, conducido por David Sackett y Gordon Guyatt. 
En 1993, se funda la Colaboración Cochrane bajo el liderazgo del doctor Iain Chalmers, organización sin ánimo de lucro que a través del trabajo de miles de investigadores voluntarios de todas partes del mundo genera un proceso riguroso y sistemático de revisión de las intervenciones en salud para facilitar la toma de decisiones que enfrentan los profesionales de la salud, los pacientes, los responsables de la formulación de políticas de salud y otros interesados, de acuerdo con los principios de la medicina basada en la evidencia.

## Formación en Medicina Basada en la Evidencia (Programas académicos)
La medicina basada en la evidencia es adoptada como parte de la formación de los médicos en diversas universidades, incluidos en los programas de Pregrado y Posgrado (tanto residencias médicas de especialidad, maestrías y doctorados).  La MBE ha cambiado la formación médica en muchas escuelas de medicina y de disciplinas afines, la inclusión de la evidencia a la especialidad médica permite incorporar sistemáticamente la investigación médica en la práctica clínica. Con ello se pretende desafiar la forma de practicar la medicina enfocándose a la precisión y certeza de la toma de decisiones sobre la base de recomendaciones fundamentadas en estudios de alta calidad, adaptando este precepto a un nivel pragmático.
Algunos programas de educación han adoptado la estrategia de enseñar medicina basada en la evidencia a través del análisis de anuncios publicitarios sobre tratamientos, noticias sobre innovaciones científicas y afirmaciones realizadas por celebridades, permitiendo así tener ejemplos cotidianos para la enseñanza del pensamiento crítico.
Un repositorio sobre recursos educativos enfocados a la enseñanza de la práctica basada en la evidencia puede ser consultado en "Teachers of Evidence-Based Health Care Learning Resources Database".

## Proceso
El objetivo primordial de la MBE es que la actividad médica cotidiana se fundamente sobre bases científicas provenientes de estudios de la mejor calidad metodológica. La calidad metodológica de los estudios se refiere al rigor científico del diseño de los mismos. Según este modelo, la MBE reconoce dos principios fundamentales:
- Dependiendo del esfuerzo para evitar los sesgos en cada estudio, es el nivel de confianza en la toma de decisiones. Expresado a través de la pirámide de la evidencia.
- La evidencia por sí sola nunca es suficiente para tomar una decisión plenamente informada.[14]

El proceso de la MBE sigue estas etapas que engloban el acrónimo PILAR:
1. Preguntar. Convertir la necesidad de información la formulación de una pregunta clínica clara y precisa a partir de un problema clínico dado (acerca de prevención, diagnóstico, pronóstico, tratamiento, etc.).
2. Indagar. Búsqueda de la literatura de artículos originales relevantes y apropiados para poder contestar la pregunta clínica (la mejor evidencia disponible).
3. Leer críticamente. Evaluación crítica de la validez y utilidad de los artículos encontrados (Nivel de verosimilitud de las pruebas).
4. Aplicar. Aplicación de los resultados a la práctica clínica al paciente tomando en cuenta su contexto y sus preferencias.
5. Repasar el proceso. Repasar el proceso y hacer evaluación autocrítica para corregir errores y mejorar el sistema de forma iterativa.

El primer paso del proceso implica realizar preguntas clínicas que puedan responderse con pruebas de investigaciones clínicas y revisiones sistemáticas. Un de las formas más utilizadas de realizar este tipo de preguntas es mediante el uso del acrónimo PICO. Una "Pregunta PICO" ayuda a realizar una pregunta clínica dirigida y a la búsqueda precisa de la información.
- Paciente, población o problema de interés (por ejemplo, pacientes mayores de 60 años con riesgo cardiovascular elevado).
- Intervención, exposición, prueba diagnóstica, factor pronóstico u otro agente (por ejemplo, uso de ácido acetilsalicílico 100 mg diarios).
- Comparación de la intervención, exposición, prueba diagnóstica, etc. (por ejemplo, usar un placebo).
- Outcome (desenlace) de interés a estudiar, ya sea sintomatología, efectos adversos, mortalidad y otros (por ejemplo, presentación de evento cardiovascular).

Así, en el ejemplo presentado, la pregunta PICO sería: ¿En pacientes mayores de 60 años con riesgo cardiovascular elevado el uso de ácido acetilsalicílico (100 mg diarios) comparado con el uso de placebo modifica (disminuye) el riesgo de presentar un evento cardiovascular?

## Críticas
Según la opinión del doctor John Ioannidis, “Tenemos una epidemia de meta-análisis profundamente defectuosos”.
Se ha criticado a la MBE por una supuesta tendencia a reducir la libertad clínica y desdeñar la experiencia médica, una práctica en forma de “receta de cocina” (“cookbook medicine”) y por un supuesto sesgo utilitarista para abaratar los costes.
La medicina basada en pruebas ha aumentado el componente biológico de la actividad médica. Un énfasis dogmático en las pruebas, en los resultados de los ensayos clínicos, pasaría por alto los aspectos emocionales, psicológicos y sociales del padecimiento en cuestión. El abandono se refiere a las preferencias de los pacientes, al impacto del nivel educativo y al efecto de la clase social, entre otras muchas cuestiones importantes para el paciente y para los médicos generales o de familia que creen que otra actividad médica es posible. Una actividad médica científica centrada en el paciente, que resuelva problemas sin crear otros, capaz de valorar en su justa importancia los factores de riesgo (incluso los genéticos) y evitar así la medicalización de la vida diaria.